# 阿列日河畔费里耶尔
阿列日河畔费里耶尔（法語：Ferrières-sur-Ariège，法語發音：[fɛʁjɛʁ syʁ aʁjɛʒ]）是法国阿列日省的一个市镇，属于富瓦区。

## 地理
阿列日河畔费里耶尔（42°56'33"N, 1°36'59"E）面积3.46 平方千米，位于法国奧克西塔尼大區阿列日省，该省份为法国西南部内陆省份，西部和北部与上加龙省接壤，东临奥德省，东南至东比利牛斯省接壤，南与安道尔和西班牙接壤。
与阿列日河畔费里耶尔接壤的市镇（或旧市镇、城区）包括：富瓦、加纳克、蒙加亚尔、普拉约勒。

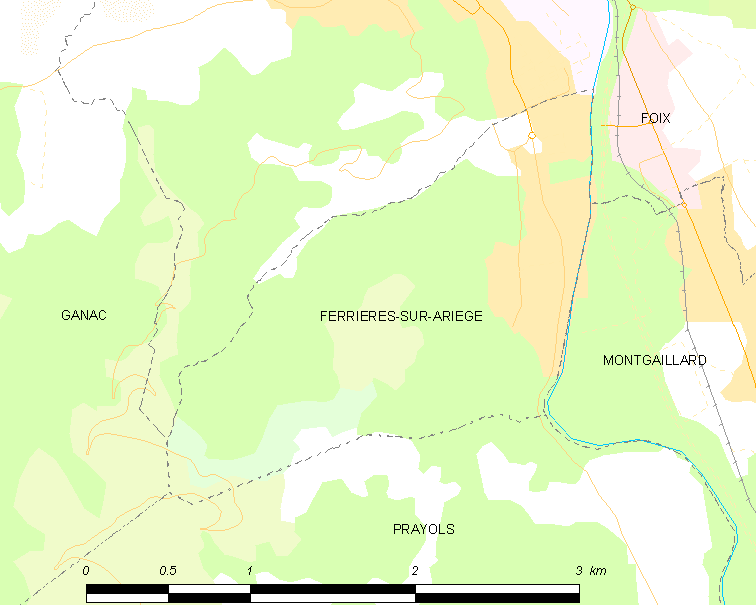
阿列日河畔费里耶尔的OSM定位图

阿列日河畔费里耶尔的时区为UTC+01:00、UTC+02:00（夏令时）。

## 行政
阿列日河畔费里耶尔的邮政编码为09000，INSEE市镇编码为09121。

## 政治
阿列日河畔费里耶尔所属的省级选区为富瓦县。

## 人口

1962-2008年间阿列日河畔费里耶尔人口变化图示

阿列日河畔费里耶尔于2022年1月1日时的人口数量为775人。